# Adalberto di Pomerania
Adalberto di Pomerania (in tedesco Adalbert o Albert von Pommern, in polacco Wojciech I; ... – 1162) è stato un vescovo cattolico polacco, il primo vescovo della diocesi di Cammin, con sede a Wolin (chiamato anche Jumne o Julin).

## Biografia
Il territorio fu posto sotto la giurisdizione dell'arcivescovado del Magdeburgo dall'imperatore Ottone I. Nel 1133 l'arcivescovo del Magdeburgo, Norbert, ricevette il controllo del papa nella sua giurisdizione su numerose diocesi, tra cui la Pomerania. Il vescovo Ottone di Bamberga aveva battezzato i pomeraniani e pensava di aggiungerli all'arcidiocesi di Bamberga e, per evitare conflitti, papa Innocenzo II esentò i vescovi pomeraniani. Quando Wolin fu distrutta numerose volte dai Dani, la diocesi fu spostata a Cammin (anche Kammin, oggi Kamień Pomorski); questo vescovado divenne poi noto come Diocesi di Cammin. 
Il sacerdote Adalberto partecipò alla conversione degli abitanti pagani di Pomerania (Lutici e Slavi pomeraniani) nel corso delle spedizioni missionarie di Ottone di Bamberga nel 1124 e nel 1128, quando aiutò Ottone come assistente ed interprete. Si pensa che Adalberto sia di origine polacca..
Nel 1139 Ottone di Bamberga morì e fu sostituito da Egilberto di Bamberga, il quale ricevette la giurisdizione sulla diocesi pomeraniana. Nel 1140 Adalberto si recò a Roma, dove fu investito vescovo di Pomerania a Wolin dal 1140 al 1162.

## Genealogia episcopale
La genealogia episcopale è:
- Cardinale Vitale Giovanni, O.S.B. Cam.
- Papa Innocenzo II
- Vescovo Adalberto di Pomerania